# 斯莫基鎮區 (堪薩斯州謝爾曼縣)
斯莫基鎮區（英語：Smoky Township）是位於美國堪薩斯州謝爾曼縣的一個行政鎮區。

## 地方資料
斯莫基鎮區的面積為279.97平方千米，當中陸地面積為279.64平方千米，而水域面積為0.33平方千米。根據2010年美國人口普查的數據，當地共有人口77人，而人口密度為每平方千米0.28人。

## 外部連結
- US-Counties.com
- City-Data.com （页面存档备份，存于）